# Tekit

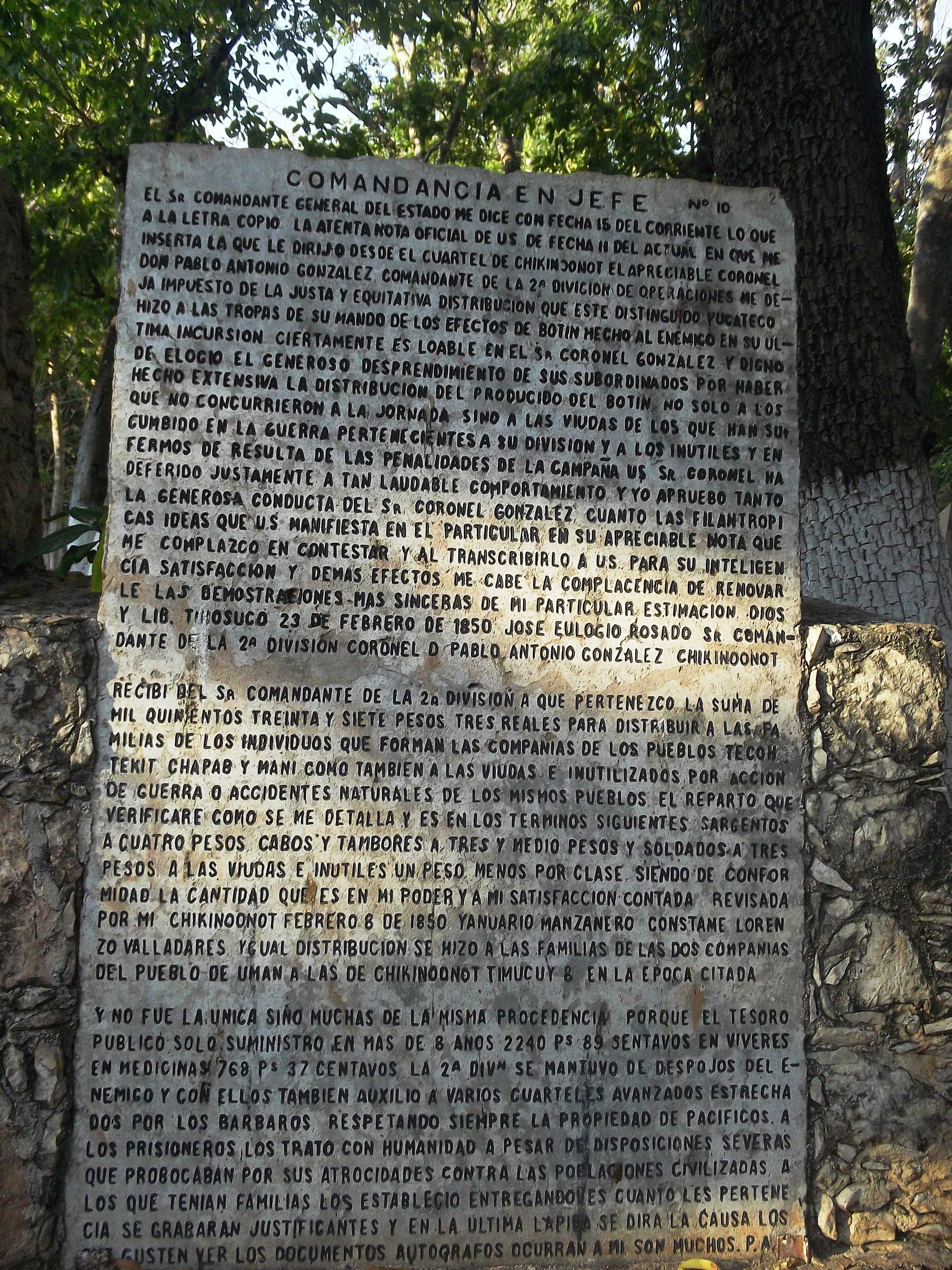
Piedra grabada que narra un episodio de la Guerra de Castas ocurrido en Tekit.

Tekit es una localidad cabecera del municipio homónimo ubicada en la región sur del estado de Yucatán, México, ubicada aproximadamente a 65 kilómetros al sureste de la ciudad de Mérida, capital del estado. Según el censo del INEGI de 2020, en dicho año tenía una población de 11 015 habitantes. Actualmente, también le conoce como «La tierra de la carne asada» o «La Capital de la Guayabera» por ser un importante productor de esta prenda a nivel mundial.

## Toponimia
El toponímico Tekit significa en idioma maya el lugar del derramamiento, por derivarse de los vocablos Te, ahí, lugar y kit, derramamiento.

## Datos históricos
Tekit está enclavado en el territorio que fue la jurisdicción de los Tutul Xiú antes de la conquista de Yucatán siendo ésta una importante localidad maya.
En 1557, fue gobernado por el Batab Alfonso Xiú. En 1581 por Diego Xiú.
Durante la colonia, bajo el régimen de encomienda, estuvo a cargo de Fernando de Bracamonte (1549); Pedro de Ancona y Don Pedro de Ancona Frías (1700); Doña Narcisa de Castro y Aguilar (1751). 
En 1825 formó parte del Partido Sierra Baja con cabecera en Mama.
De 1847 a 1855 fue escenario de cruentos combates durante la denominada guerra de Castas. En Holchén, localidad del municipio, fue asesinado el caudillo maya Jacinto Pat a manos de José Venancio Pec.

## Sitios de interés turístico
En Tekit se encuentra el ex convento San Antonio de Padua, construido en el siglo XVI y la capilla de San Cristóbal que data del siglo XVIII.
Cerca de Tekit se encuentra un yacimiento arqueológico precolombino de la cultura maya llamado Chumulá.